# 小田義治
小田 義治（おだ よしはる、生年不詳 - 元和2年2月29日（1616年4月15日））は戦国時代から江戸時代の武将。小田氏の一族で小田氏治の庶子友治（八田左近、八田友治）の嫡子。左京亮。八田左京、八田義治とも。弟に友重（宇都宮為明養子）。
父の死により家督を相続した。母方の縁者速水守久に招聘されて豊臣秀頼に仕える。
大坂の陣に際しては、小田家伝来の旧領回復の約束を取り付け、常陸および全国から小田氏旧臣を多数招聘して豊臣方として参戦した。合戦によって負傷したが、戦後も生き残る。
戦後、安芸国広島藩の福島正則に招聘され、客分となったが翌年の元和2年（1616年）2月29日に病死した。